# Dos gardenias
"Dos gardenias" es un bolero escrito en 1945 por la compositora y pianista cubana Isolina Carrillo (1907-1996). Ampliamente considerada como un estándar del repertorio de música latina, la canción se convirtió en un éxito para Daniel Santos en 1948, debido a su grabación con La Sonora Matancera, con los arreglos de Pérez Prado. Años más tarde, la composición alcanzaría fama internacional más allá del mundo de habla hispana, gracias a la grabación de Omara Portuondo e Ibrahim Ferrer en 1997 con el colectivo Buena Vista Social Club para su álbum de estudio debut de nombre homónimo.

## Historia de grabación
"Dos gardenias" fue grabado por primera vez por Guillermo Arronte para la emisora RHC-Cadena Azul en La Habana, en 1945. Arronte se convertiría más tarde en marido de Carrillo. En ese año, Avelina Landín popularizó la canción en México. La canción alcanzó su mayor éxito en Cuba en 1947, gracias a la grabación de La Sonora Matancera con los arreglos de Pérez Prado y la voz principal de Daniel Santos. Fernando Álvarez también grabó la canción en ese mismo año, que se convirtió en la versión favorita de Carrillo. Poco después, Antonio Machín hizo famosa la canción en España.
En 1948, el cantante de jazz Miguel de Gonzalo grabó la canción para Peerless Records respaldada por la orquesta de Julio Gutiérrez. Más tarde grabó otra versión con La Sonora Matancera para Stinson Records bajo el nombre Conjunto Tropicavana por razones legales.
En la cultura popular
En la serie de Netflix, Narcos, al final del primer capítulo de la tercera temporada la canción, en versión cantada por Ángel Canales, es bailada por el personaje Pacho Herrera.